# Madison (Carolina del Nord)
Madison és una població dels Estats Units a l'estat de Carolina del Nord. Segons el cens del 2000 tenia 2.262 habitants.

## Demografia
Segons el cens del 2000, Madison tenia 2.262 habitants, 972 habitatges i 626 famílies. La densitat de població era de 265,5 habitants per km².
Dels 972 habitatges en un 25,5% hi vivien nens de menys de 18 anys, en un 45,3% hi vivien parelles casades, en un 15,5% dones solteres, i en un 35,5% no eren unitats familiars. En el 31,5% dels habitatges hi vivien persones soles el 16,5% de les quals corresponia a persones de 65 anys o més que vivien soles. El nombre mitjà de persones vivint en cada habitatge era de 2,33 i el nombre mitjà de persones que vivien en cada família era de 2,92.
Per edats la població es repartia de la següent manera: un 22,2% tenia menys de 18 anys, un 7,7% entre 18 i 24, un 27% entre 25 i 44, un 24,8% de 45 a 60 i un 18,3% 65 anys o més.
L'edat mediana era de 40 anys. Per cada 100 dones de 18 o més anys hi havia 83,7 homes.
La renda mediana per habitatge era de 38.955 $ i la renda mediana per família de 36.429 $. Els homes tenien una renda mediana de 32.109 $ mentre que les dones 21.379 $. La renda per capita de la població era de 19.494 $. Entorn del 8,2% de les famílies i el 10,5% de la població estaven per davall del llindar de pobresa.

## Poblacions més properes
El següent diagrama mostra les poblacions més properes.